# Colin Stuart
Colin Stuart (* 8. Juli 1982 in Rochester, Minnesota) ist ein ehemaliger US-amerikanischer Eishockeyspieler, der im Verlauf seiner aktiven Karriere zwischen 1999 und 2015 unter anderem 56 Spiele für die  Atlanta Thrashers und Buffalo Sabres in der National Hockey League (NHL) auf der Position des linken Flügelstürmers bestritten hat. Darüber hinaus absolvierte Stuart weitere 634 Partien in der American Hockey League (AHL), wo er im Jahr 2008 mit den Chicago Wolves den Calder Cup gewann.

## Karriere
Colin Stuart begann seine Karriere als Eishockeyspieler bei den Lincoln Stars, für die er in der Saison 1999/2000 in der United States Hockey League (USHL) aktiv war. Anschließend spielte der Angreifer vier Jahre lang für die Mannschaft des Colorado College. In dieser Zeit wurde er im NHL Entry Draft 2001 in der fünften Runde als insgesamt 135. Spieler von den Atlanta Thrashers aus der National Hockey League (NHL) ausgewählt. In den Jahren 2004 bis 2007 stand Stuart ausschließlich im Kader der Chicago Wolves, dem Farmteam der Thrashers aus der American Hockey League (AHL), mit denen er im Jahr 2008 den Calder Cup gewann. Ab der Saison 2007/08 stand Stuart zusätzlich für das NHL-Team der Thrashers auf dem Eis.
Im Juli 2009 transferierten ihn diese gemeinsam mit Garnet Exelby im Austausch für Pavel Kubina und Tim Stapleton zu den Toronto Maple Leafs. Noch im selben Monat gaben ihn die Maple Leafs gemeinsam mit Anton Strålman und einem Siebtrunden-Wahlrecht im NHL Entry Draft 2012 im Tausch für Wayne Primeau und ein Zweitrunden-Wahlrecht im NHL Entry Draft 2011 an die Calgary Flames ab. Für deren AHL-Kooperationspartner Abbotsford Heat war der Angreifer in der Saison 2009/10 aktiv. Im August 2010 erhielt der Free Agent einen Kontrakt bei den Buffalo Sabres, die ihn in der Saison 2010/11 zunächst bei den Portland Pirates und in der darauffolgenden Spielzeit bei den Rochester Americans in der AHL einsetzten.
Im September 2012 entschied sich Stuart für einen Wechsel nach Europa und ging in der Saison 2012/13 für die Iserlohn Roosters in der Deutschen Eishockey Liga (DEL) aufs Eis. Im Jahr danach kehrte der Angreifer nach Nordamerika zurück und unterzeichnete Stuart einen Vertrag bei den Vancouver Canucks aus der NHL. Dort wurde der Kanadier jedoch ausschließlich beim Farmteam Utica Comets in der AHL eingesetzt, wo er in der Saison 2013/14 als Mannschaftskapitän fungierte. Zur Spielzeit 2014/15 folgte abermals ein Wechsel nach Europa. Diesmal entschloss sich Stuart für ein Engagement beim schwedischen Klub Malmö Redhawks in der zweitklassigen HockeyAllsvenskan. Nach lediglich 31 Partien dort wechselte er während der laufenden Saison zurück in die AHL zu den Providence Bruins. Dort beendete er die Spielzeit 2014/15 und gab im Anschluss sein Karriereende bekannt.

### International
Auf internationaler Ebene nahm Stuart mit der Nationalmannschaft der Vereinigten Staaten an der Weltmeisterschaft 2009 teil. Dabei blieb er in vier Turnierspielen punktlos. Im Endklassement belegten die US-Amerikaner nach Niederlagen im Halbfinale und dem Platzierungsspiel den vierten Platz.

## Erfolge und Auszeichnungen
- 2008 Calder-Cup-Gewinn mit den Chicago Wolves

## Karrierestatistik

### International
Vertrat die USA bei:
- Weltmeisterschaft 2009

(Legende zur Spielerstatistik: Sp oder GP = absolvierte Spiele; T oder G = erzielte Tore; V oder A = erzielte Assists; Pkt oder Pts = erzielte Scorerpunkte; SM oder PIM = erhaltene Strafminuten; +/− = Plus/Minus-Bilanz; PP = erzielte Überzahltore; SH = erzielte Unterzahltore; GW = erzielte Siegtore; 1 Play-downs/Relegation; Kursiv: Statistik nicht vollständig)

## Familie
Zwei Brüder von Colin Stuart waren ebenfalls professionelle Eishockeyspieler: Mark Stuart absolvierte im Verlauf seiner Karriere knapp 700 Spiele in der NHL. Mike Stuart kam zu drei NHL-Einsätzen und spielte hauptsächlich in der AHL sowie in der österreichischen Erste Bank Eishockey Liga (EBEL).